# Karl Bregartner
Karl Bregartner (* 15. November 1933 in Plank am Kamp, Niederösterreich; † 27. September 2018 in Wels) war ein österreichischer Politiker (SPÖ).

## Leben

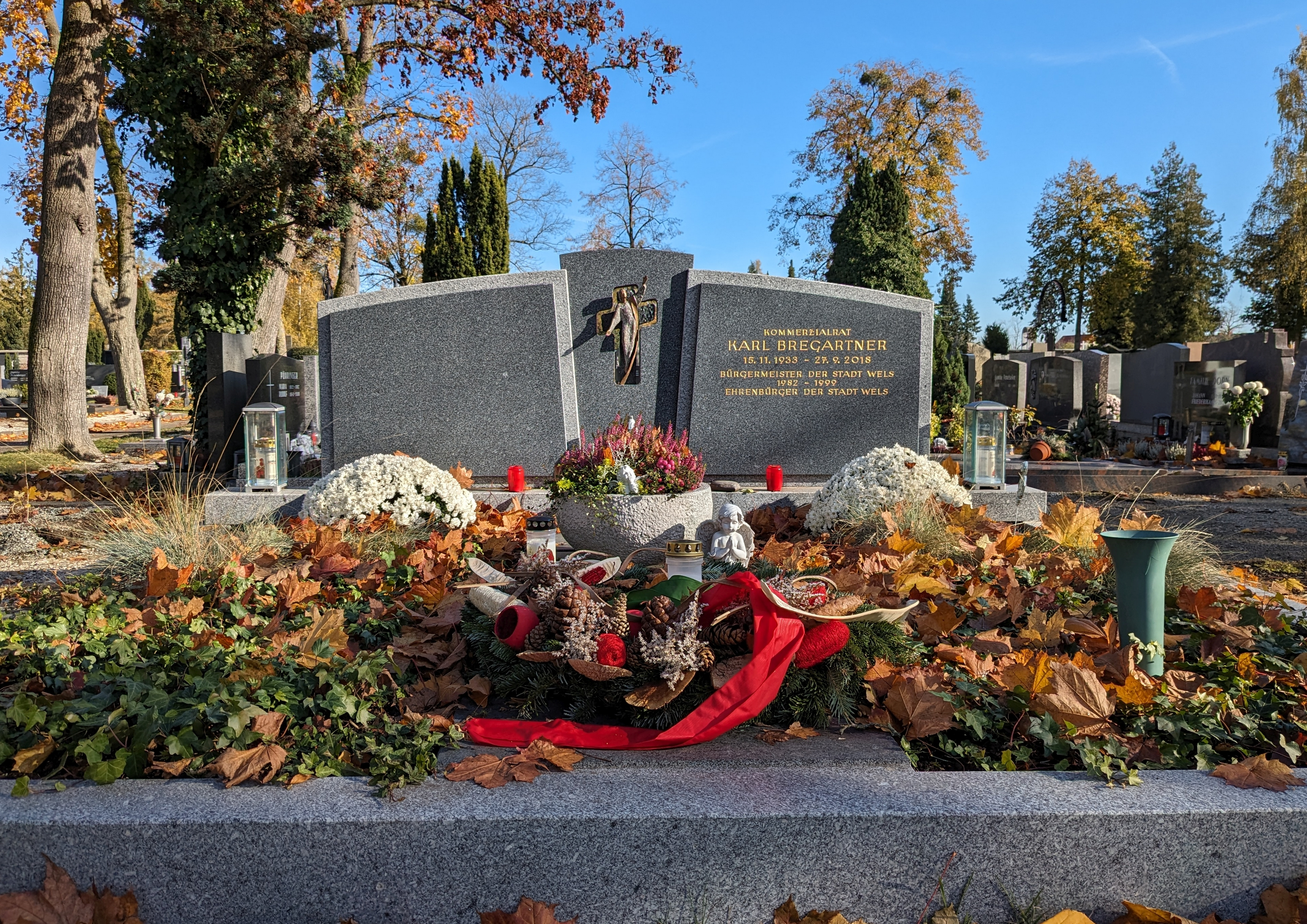
Grab am Stadtfriedhof Wels

Karl Bregartner besuchte die Volksschule in Plank am Kamp und die Mittelschule in Krems an der Donau, wo er 1952 die Matura ablegte. In der Folge absolvierte Bregartner 1952 eine Ausbildung zum technischen Kaufmann in Wien und arbeitete ab 1953 bei einer Textilfabrik in Wels. Später arbeitete Bregartner in Vöcklabruck und bei der Firma Interplastik in Wels. Daneben engagierte er sich in der Gewerkschaft und übernahm ab 1960 Funktionen in der Sozialistischen Partei. Von 1967 bis 1972 war er Stadtrat in Wels, von 1972 bis 1976 Abgeordneter zum österreichischen Nationalrat. Von 1976 bis 1982 war er Vizebürgermeister, vom 18. Jänner 1982 bis 1999 Bürgermeister von Wels. Ab 1981 war er Obmann der Welser SPÖ. Von 1982 bis 1991 war er Zweiter Vizepräsident der Welser Messe, ab 1982 Aufsichtsratsvorsitzender der Elektrizitätswerk Wels AG. Ab 1994 war er Präsident und Aufsichtsrat der Welser Messe International GmbH. Zudem engagierte sich Bregartner zwischen 1968 und 1979 als Kammerrat der Arbeiterkammer Oberösterreich und war bis zu seiner Wahl zum Bürgermeister in der Gewerkschaft der Privatangestellten, wo er die Funktion eines Mitglieds der Landesleitung Oberösterreich innehatte und Obmann der Ortsgruppe Wels war.

## Privates
Karl Bregartner war verheiratet und Vater zweier Töchter. Er war Mitglied im Fliegerverein Weiße Möwe Wels, der den Flugplatz Wels betreibt.

## Öffentliche Kritik
Im Gedenkjahr 1988 begann in Wels eine rund zehn Jahre dauernde Debatte über „braune Flecken“, also Symbole mit NS-Bezug. Zuerst forderte die Sozialistische Jugend (SJ) Bregartner auf, eine in der stadteigenen Sigmar-Kapelle angebrachte Gedenktafel des Waffen-SS-Traditionsverbandes Kameradschaft IV zu entfernen. Wenig später verlangte die Initiative Welser gegen Faschismus (heute: Welser Initiative gegen Faschismus) zudem, der Bürgermeister möge für die Umbenennung der Moritz-Etzold-Halle des Welser Turnvereins 1862 (ÖTB) und der Kernstockstraße sorgen. Moritz Etzold (1879 – 1959) war Welser Turnfunktionär und Kreisschulungsleiter der NSDAP. Ottokar Kernstock (1848 – 1928) war katholischer Priester und deutschnationaler Dichter. 1923 schrieb er für die NSDAP-Ortsgruppe Fürstenfeld das „Hakenkreuzlied“.
Bürgermeister Bregartner weigerte sich, die Forderung nach Entfernung der „braunen Flecken“ zu erfüllen. Hinter ihm standen große Teile der SPÖ und ÖVP sowie die gesamte FPÖ. Im Lauf der Jahre übten immer mehr Organisationen und bekannte Persönlichkeiten öffentliche Kritik an dieser Haltung. Das Thema wurde nicht nur in österreichischen, sondern auch in internationalen Medien aufgegriffen. Die Oberösterreichische Landes-SPÖ und die Bundes-SPÖ nahmen schließlich gegen die „braunen Flecken“ Stellung.
1994 wurde die Gedenktafel des Waffen-SS-Traditionsverbandes Kameradschaft IV von unbekannten Tätern aus der Sigmar-Kapelle entfernt. Bürgermeister Bregartner sprach sich zuerst für die Anbringung einer neuen Gedenktafel durch die Kameradschaft IV aus. Als die Sozialistische Jugend 1995 den Antrag stellte, Bregartner wegen dessen Verteidigung der „braunen Flecken“ aus der SPÖ auszuschließen, wurde von einer neuen Gedenktafel Abstand genommen.
1997 veröffentlichte das Nachrichtenmagazin „profil“ einen Artikel über eine Stammtischrunde, zu der Bregartner und andere Welser SPÖ-Funktionäre sich regelmäßig mit einem Unternehmer trafen. Dieser Unternehmer war ein Holocaust-Leugner und Unterstützer der Neonazi-Szene. Die Sozialistische Jugend forderte den Parteiausschluss Bürgermeister Bregartners und der anderen SPÖ-Funktionäre in der „Stammtischaffäre“. Auf Einladung der Bundes-SPÖ fand in der SPÖ-Zentrale in Wien ein „Braune-Flecken-Gipfel“ unter der Leitung des damaligen Nationalratspräsidenten Heinz Fischer statt. Die Ergebnisse waren ein Erfolg der SJ und der Initiative Welser gegen Faschismus: Unter anderem wurde die kurzfristige Entfernung der beiden verbliebenen „braunen Flecken“ vereinbart. Die SJ verzichtete dafür auf Parteiausschlussanträge.
Der Welser Gemeinderat benannte die Kernstockstraße nach einer Umfrage unter den Anrainern – mit den Stimmen von SPÖ, ÖVP und Grünen sowie gegen die Stimmen der FPÖ – in Thomas-Mann-Straße um. Die Moritz-Etzold-Halle des Welser Turnvereins 1862 (ÖTB) erhielt durch Anbringung eines Schildes den neuen Namen Turnhalle Wels.

## Ehrungen
- Viktor-Adler-Plakette
- Goldenes Ehrenzeichen für Verdienste um die Republik Österreich (2006)
- Taufe des kunstflugfähigen Kleinflugzeugs Christen Eagle II des Vereins Weiße Möwe Wels am 17. Juli 2005 auf Charly – Karl Bregartner[5]
- Ehrenbürger der Stadt Wels.[6]